# Diego Moser
Pour les articles homonymes, voir Moser.
 Diego Moser , né le 12 février 1947 à Giovo, dans la province autonome de Trente dans le Trentin-Haut-Adige, est un coureur cycliste italien, professionnel de 1970 à 1973.

## Biographie
Diego Moser passe professionnel en 1970 et le reste jusqu'en 1973. Membre de diverses équipes au cours de sa carrière (G.B.C, Filotex), il est le frère de Aldo d'Enzo et Francesco Moser, et le père de Leonardo, Moreno et Matteo et oncle de Ignazio, tous coureurs cyclistes.

### Palmarès professionnel
- 1971
  - 3e du Circuit del Castello à Valdengo
- 1972
  - 3e du Grand Prix de Pavullo
- 1973
  - 2e du Circuit di Tavernelle

## Résultats sur les grands tours

### Tour d'Italie
3 participations
- 1970 : 56e
- 1971 : 59e
- 1972 : abandon

### Tour d'Espagne
- 1972 : 41e